# Liverpool University Press
Liverpool University Press ist ein 1899 gegründeter Universitätsverlag aus Liverpool. Damit ist er nach der Oxford University Press und der Cambridge University Press der drittälteste des Vereinigten Königreiches. 2012 und 2013 war er auf der Shortlist der IPG Academic and Professional Publisher of the Year. Zu den Autoren des Verlages, der sowohl Fachzeitschriften (wie Bulletin of Hispanic Studies und Town Planning Review) als auch Bücher verlegt, gehören u. a. Lascelles Abercrombie, Ernst Gombrich, Hermione Lee, David Owen. In den USA wird das Programm durch die University of Chicago Press vertrieben.